# 庾公差
庾公差（?—?），字子鱼，卫国的神箭手。跟公孙丁学箭，之后又教给了尹公佗。前559年，孙林父、孙蒯父子驱逐卫献公，命庾公差、尹公佗去追击。结果，保护卫献公的是公孙丁，庾公差知道师父的本事，于是在卫献公的车的上下左右的车梁上都射上箭，就退回了。尹公佗不服，继续追击卫献公，被公孙丁射穿手臂。